# Xmas
Xmas (также X-mas) — распространëнное англоязычное сокращение слова Christmas, «Рождество Христово». Иногда произносится /ˈɛksməs/, однако написание Xmas изначально возникло как сокращение для слова Christmas, /ˈkrɪsməs/. «X» происходит от греческой буквы «хи», которая является первой буквой греческого слова Христос (греч. Χριστός). Суффикс -mas происходит от древнеанглийского слова латинского происхождения, обозначающего мессу.
Существует распространëнное заблуждение, что слово «Xmas» возникло из-за секуляризирующей тенденции преуменьшить значение религиозной традиции Рождества путём исключения слова «Христос» из слова «Рождество». Тем не менее, использование этого термина восходит к XVI веку и соответствует римско-католическому, восточно-православному, англиканскому и епископальному литургическому использованию различных форм монограммы «хи-ро». В английском языке знак «X» впервые был использован писцами как сокращение слова «Христос» в 1100 году; написание «X’temmas» засвидетельствовано в 1551 году, а «Xmas» — в 1721 году.
Слово «Christ» (Христос) и производные от него слова, в том числе, включая «Christmas» (Рождество), сокращались в английском языке в течение, по крайней мере, последних 1000 лет, задолго до того, как вошло в употребелние выражение «Xmas». Слово «Christ» (Христос) нередко записывали «Xρ» или «Xt»; уже в 1021 году такое написание зафиксировано в «Англосаксонской хронике». Такое написание отпражает заглавные форму греческих букв χ (хи) и ρ (ро), использовавшихся уже в древности для сокращëнного написания слова Χριστος (греч. «Христос»). Знак «хрисма», являющийся лигатурой этих двух греческих букв, представленных как «☧» (символ Юникода U + 2627 ☧ CHI RHO), является символом, часто используемым в католической, протестантской и православной христианских церквях.
Оксфордский словарь английского языка фиксирует использование сокращений X- или Xp- для обозначения «Христос-» в 1485 году. Выражения «Xtian» и, реже, «Xpian» также использовались при написании слова «Christian» (христианин). Также словарь фиксирует форму «Xtianity» («Christianity», Христианство), использованную в 1634 году. Согласно Merriam-Webster’s Dictionary of English Usage, в основном подобные сокращения использвались «образованными англичанами, знавшими греческий язык».
Одно из наиболее ранних употреблений выражения «Xmas» встречается в History of St. Edmund’s college («Истории колледжа Святого Эдмунда») Бернарда Уорда (издана ок. 1755 года). Более раннее написание, «X’temmas», встречается уже в 1551 году. Около 1100 года выражение Xp̄es mæsse используется в Аглосаксонской хронике. Написание «Xmas» использует в своëм письме дипломат Джордж Вудворд в 1753 году. Такое же сокращение используют Лорд Байрон (1811 год), Сэмюэл Кольридж (1801) и Льюис Кэрролл (1864). Пятое американское издание Royal Standard English Dictionary Уильяма Перри, опубликованное в Бостоне в 1800 году, включало в список «Объяснения распространëнных сокращений или сокращений слов» статью: «Xmas. Christmas». Оливер Уэнделл Холмс-младший использовал это сокращение в письме, датированном 1923 годом.
По крайней мере с конца XIX века сокращение «Xmas» используется в различных других англоязычных странах (в Канаде, в Австралии и на Карибах). В словаре Merriam-Webster’s Dictionary of English Usage говорится, что современное использование этого сокращения в основном ограничивается рекламой, заголовками и баннерами, для которых важна его краткость. Согласно словарю, ассоциация с торговлей «никак не повлияла на репутацию» сокращения.
Англиканский епископ Алан Честерс, рекомендовал своему духовенству избегать написания «Xmas». В Соединённых Штатах в 1977 году губернатор Нью-Гэмпшира Мелдрим Томсон разослал пресс-релиз, в котором говорилось, что он хочет, чтобы журналисты сохраняли «Христа» в Рождестве, и не использовали написание «Xmas», которое он назвал «языческим».